# Ганнес Гейміссон
Ганнес Гейміссон, Ханнес Хейміссон (Hannes Heimisson; 25 березня 1960) — ісландський дипломат. Надзвичайний і Повноважний Посол Ісландії в Україні за сумісництвом (2006—2009 та з 2023).

## Життєпис
Народився 25 березня 1960 року. У 1984 році закінчив факультет міжнародних відносин Міжнародного університету США, Сан-Дієго, Каліфорнія, США.
У 1984—1986 рр. — журналіст у газеті Dagbladid-Visir.
У 1986 році — перший секретар Міністерство закордонних справ Ісландії.
У 1986—1987 рр. — перший секретар Міністерства оборони Ісландії.
У 1987—1988 рр. — перший секретар Департаменту з питань адміністрації Ісландії.
У 1988—1992 рр. — перший секретар Посольства Ісландії в Парижі.
У 1992—1995 рр. — перший секретар Посольства Ісландії в Стокгольмі.
У 1992—1995 рр. — заступник директора Департаменту оборони.
У 1995 року — консультант.
У 1995—1996 рр. — заступник директора Департаменту оборони.
У 1996—1997 рр. — радник політичного відділу. Відповідальний за співпрацю Північних країн і Ради держав Балтійського моря.
У 1997 — Міністр-радник.
У 1997—1999 рр. — тимчасовий повірений у справах Посольства Ісландії в Гельсінкі. Перший ісландський дипломат з резиденцією в Гельсінкі.
У 1999—2003 рр. — Директор Департаменту інформації, з питань культури та консульських зв'язків Міністерства закордонних справ Ісландії.
У 2003—2005 рр. — Генеральний консул Ісландії в Нью-Йорку.
У 2005—2009 рр. — Надзвичайний і Повноважний Посол Ісландії у Фінляндії та в Україні, Естонії, Латвії, Литві за сумісництвом.
12.10.2006 року — вручив вірчі грамоти Президенту України Вікторові Ющенку.
У 2009—2013 рр. — Посол Дирекції з торгово-економічних питань.
У 2013—2018 рр. — Надзвичайний і Повноважний Посол Ісландії в Токіо, на Філіппінах за сумісництвом.
У 2018—2020 рр. — керівник департаменту протоколу Міністерства зовнішніх справ Ісландії.
У 2020—2022 рр. — Посол Ісландії у Швеції, Албанії, Кіпрі та Кувейті з резиденцією у Стокгольмі
З 2022 року — Надзвичайний і Повноважний Посол Ісландії в Польщі, та в Україні, Болгарії та Румунії з резиденцією у Варшаві.
20 червня 2023 року — вручив копії вірчих грамот заступнику міністра закордонних справ України Євгену Перебийнісу.
21 червня 2023 року — вручив вірчі грамоти Президенту України Володимиру Зеленському.